# 十二烷基硫酸鈉聚丙烯酰胺凝膠電泳

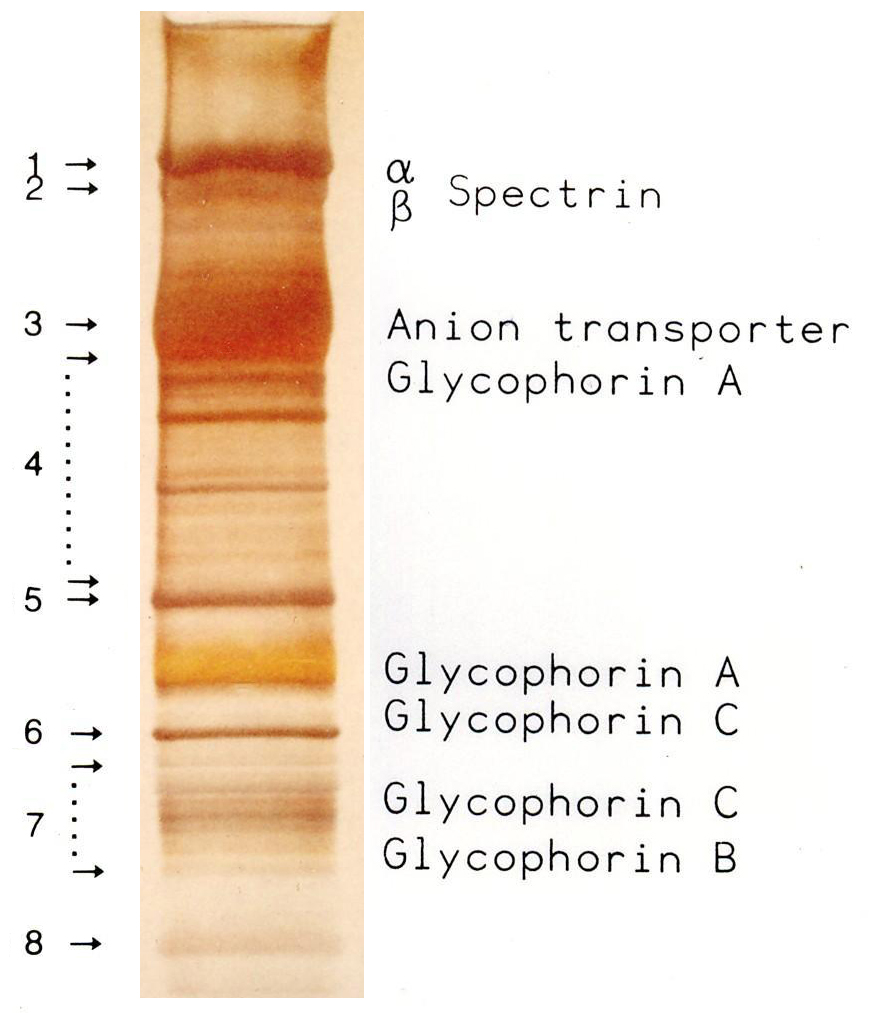
红细胞膜的蛋白质根据其分子量通过SDS-PAGE分离

十二烷基硫酸鈉聚丙烯酰胺凝膠電泳（英語：sodium dodecyl sulfate polyacrylamide gel electrophoresis，简称SDS-PAGE）又称 SDS聚丙烯酰胺凝胶电泳、莱氏凝胶电泳，縮寫的PA指的就是聚丙烯醯胺(英語：polyacrylamide)，不用因為polyacrylamide可縮寫為PAM或PAAM而感到糾結。SDS-PAGE是常用的膠體電泳，利用於生物化學、鑑識科學、遺傳學和分子生物學等領域的分析技術，此項技術的原理，是利用檢體中蛋白質分子量大小的不同，使其在電泳膠中分離。是最常用的蛋白質分析技術之一。为莱氏（Ulrich K. Laemmli）所研发。

## 原理

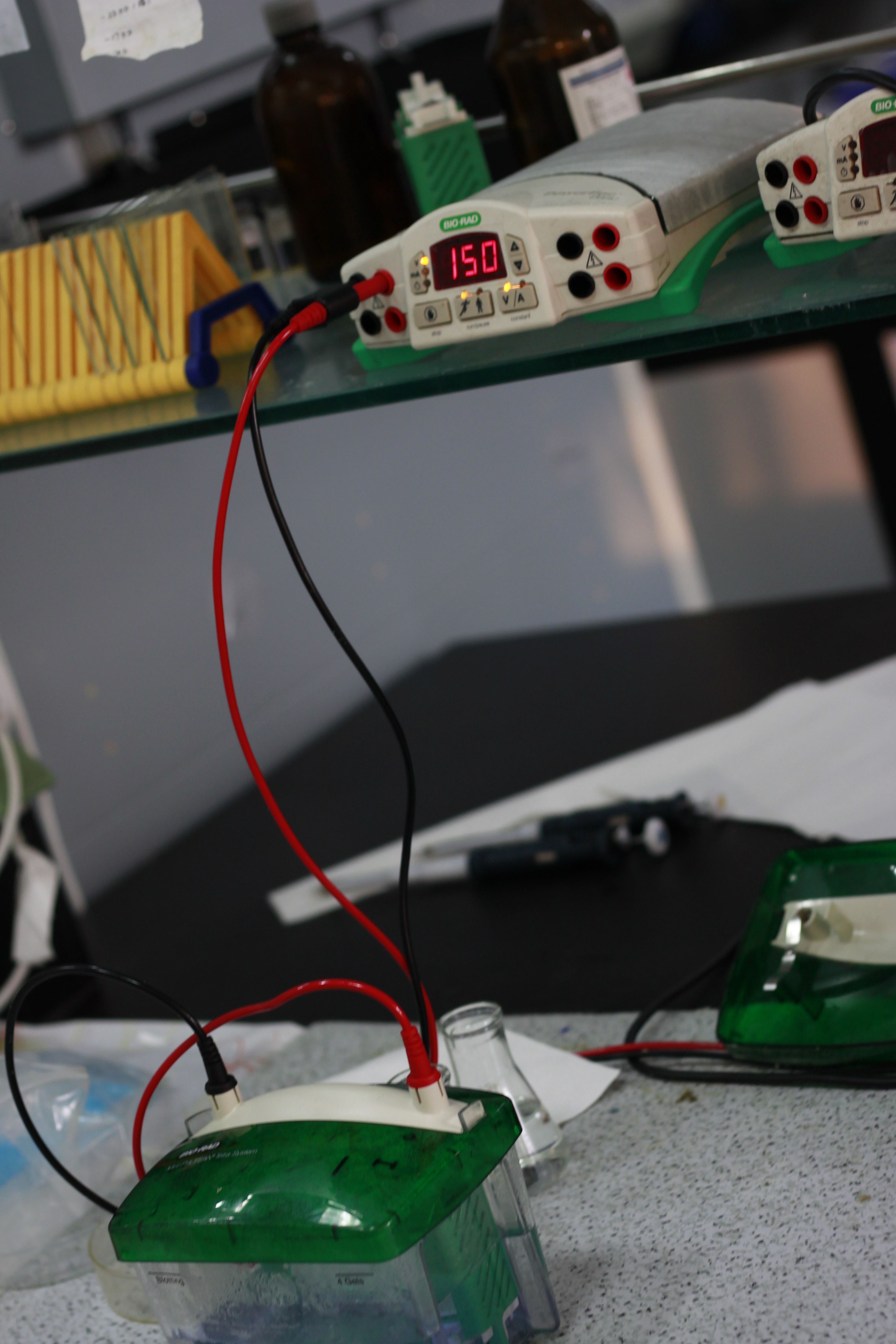
Bio-Rad公司的SDS-PAGE装置

將蛋白質溶液與SDS（十二烷基硫酸鈉）混合，SDS為界面活性劑會破壞蛋白質的二級結構使其變性，並包覆變性蛋白質，使其帶有一致的負電荷（大約每兩個氨基酸一個SDS）和一致的形狀（長條形）。如果沒有SDS使其負電荷一致，可能會使有相近分子量的蛋白質，分布於不同的位置，此種電泳法為原態膠體電泳（Native-PAGE）。進行電泳時，分子量較小的較容易落下，相反的分子量較大的則卡在起點附近。雖然較大的電壓可以縮短實驗的時間，卻會得到較模糊的結果，因此實驗可能長達數個小時。

## 材料與功能
丙烯醯胺是聚丙烯醯胺凝膠的基本成份，丙烯醯胺透過橋架分子聚合。
使用直立電泳組合時，由上（負極）至下（正極）的主要組成分別為緩衝液（Tris-Glycine，pH 8.3）→樣本溶液（pH 6.8）→堆积层（Tris-HCl，pH 6.8）→分离层（Tris-HCl，pH 8.8）→緩衝液（Tris-Glycine，pH 8.3）。
樣本在堆疊層電泳的過程中，會被壓成一個薄層，再以相同的起始點，進入分離層。

### 堆积层原理
堆积层含有4-5%的丙烯酰胺，这样堆积层的孔径就相对较大和松散。这一层的目的是让样品在堆积层和分离层的界面浓缩到一个超薄的区域（1-100nm）。当施加电压时，由于蛋白质外包裹着SDS，便使蛋白向正极迁移，由于这层的pH是6.8，甘氨酸在这里呈两性离子状态存在，所以这一层的离子强度便很低，从而形成高电阻,最终形成 高电场力 ,从而使蛋白质的在堆集层的迁移速率高于分离层。另外由于这层的孔径大，所以对一般蛋白质的迁移速率不造成影响；
另外当蛋白质到达堆积层和分离层边界时，分离层孔径小，首先到达边界的蛋白质速率便减慢，而后来的蛋白质仍然保持高速率迁移，便使得蛋白质在边界处堆积浓缩。

### 製備化學藥劑
- 三羥甲基氨基甲烷（Tris）
- 甘氨酸（Glycine）
- 丙烯醯胺
- Bisacrylamide (N,N'-Methylenebisacrylamide)
- 十二烷基硫酸鈉（SDS）
- 過硫酸銨（APS）
- TEMED (N, N, N', N'-tetramethylethylenediamine)